# پابلو کالاندریا
پابلو کالاندریا (اسپانیایی: Pablo Calandria‎؛ زادهٔ ۱۵ مارس ۱۹۸۲) بازیکن فوتبال بازنشسته شیلیایی با تابعیت آرژانتین است که در پست مهاجم بازی می‌کند. 

## باشگاهی
او بیشتر دوران حرفه‌ای خود را در اسپانیا و شیلی، به ویژه در باشگاه فوتبال اوهیگینز گذراند.

## تیم ملی
وی همچنین در تیم ملی فوتبال زیر ۲۰ سال آرژانتین بازی کرده‌است.